# 奧拉德爾 (新澤西州)
奧拉德爾（英語：Oradell）是位於美國新澤西州伯根縣的自治市鎮。

## 人口
根據2020年美國人口普查的數據，奧拉德爾的面積為6.65平方千米，當中陸地面積為6.25平方千米，而水域面積為0.40平方千米。當地共有人口8244人，而人口密度為每平方千米1,240人。